# Roberto Kolb Neuhaus
Roberto Kolb Neuhaus (México, 1951 - ) es un musicólogo y oboista mexicano de origen austriaco. Se le conoce ampliamente por sus investigaciones sobre Silvestre Revueltas entre otras publicaciones a nivel mundial. En 1998 publicó el primer catálogo de las obras completas de Revueltas. 
Estudió en el Conservatorio de La Haya donde se tituló en oboe y obtuvo un grado especial en corno inglés. Tiene estudios en oboe barroco, composición y Sociología de la Música. 
Durante 15 años tocó el oboe y corno inglés en la Orquesta Filarmónica de la Ciudad de México. Se ha dedicado también a la música de cámara, especializándose en la interpretación de la música antigua y la de vanguardia. Introdujo en México el oboe barroco.
En 1997 editó en la UNAM su primer libro Manual para la construcción de cañas para Oboes. En el mismo año publicó su libro Sensemayá: Un juego de espejos entre Música y Poesía por JGH editores con la coautoría de la Dra Susana Gonzáles Aktories. En el terreno de la música de vanguardia fue miembro del ensamble ¨Da Capo¨ donde desarrolló técnicas contemporáneas del óboe.
Obtuvo el doctorado en 2007 en la Facultad de Filosofía y Letras de la UNAM con su tesis El vanguardismo de Silvestre Revueltas: Una perspectiva Semiótica.
Es el fundador y director artístico de la Camerata de las Américas.
Desde 1994 es profesor e investigador de tiempo completo en la Facultad de Música de la UNAM.
Desde 1996 es coordinador del programa de rescate y reedición de partituras, la Edición Crítica de la Obra de Silvestre Revueltas.
Recientemente colaboró en la grabación de música inédita de Revueltas como las dos versiones de la obra orquestal ¨Esquinas¨ en su primera grabación mundial.